# Persone di nome Emanuele
| Questa pagina contiene informazioni ricavate automaticamente dalle voci biografiche con l'ausilio del template Bio e di un bot. L'aggiornamento è periodico e automatico e ricostruisce completamente la pagina. Se manca una persona in questa lista, sei pregato di non aggiungerla, ma accertati piuttosto che la sua voce biografica contenga il template Bio e che i dati anagrafici siano correttamente compilati. Se il template Bio manca, inseriscilo tu stesso o, in alternativa, metti l'avviso {{tmp\|Bio}} che ne segnala la mancanza. Se i dati riportati sono sbagliati, correggi direttamente la voce biografica; le modifiche saranno visibili in questa lista entro pochi giorni. Per chiarimenti vedi il progetto antroponimi. La lista contiene solo le 305 persone che sono citate nell'enciclopedia e per le quali è stato implementato correttamente il template Bio. Pagina aggiornata al 6 ago 2025. |

Questa è una lista di persone presenti nell'enciclopedia che hanno il nome Emanuele, suddivise per attività principale.

## Allenatori di calcio(9)
- Emanuele Ferraro, allenatore di calcio e ex calciatore italiano (Santa Teresa di Riva, n. 1978)
- Emanuele Manitta, allenatore di calcio e ex calciatore italiano (Caltagirone, n. 1977)
- Emanuele Pellizzaro, allenatore di calcio e ex calciatore italiano (Padova, n. 1970)
- Emanuele Pesaresi, allenatore di calcio e ex calciatore italiano (Ancona, n. 1976)
- Emanuele Pesoli, allenatore di calcio e ex calciatore italiano (Anagni, n. 1980)
- Emanuele Suagher, allenatore di calcio e ex calciatore italiano (Romano di Lombardia, n. 1992)
- Emanuele Tresoldi, allenatore di calcio e ex calciatore italiano (Poggio Renatico, n. 1973)
- Emanuele Troise, allenatore di calcio e ex calciatore italiano (Napoli, n. 1979)
- Emanuele Venturelli, allenatore di calcio e ex calciatore italiano (Coreglia Antelminelli, n. 1972)

## Allenatori di calcio a 5(1)
- Emanuele Fratini, allenatore di calcio a 5 e ex giocatore di calcio a 5 italiano (Roma, n. 1981)

## Allenatori di pallacanestro(1)
- Emanuele Molin, allenatore di pallacanestro italiano (Mestre, n. 1960)

## Allenatori di pallavolo(1)
- Emanuele Zanini, allenatore di pallavolo italiano (San Giovanni del Dosso, n. 1965)

## Ammiragli(1)
- Emanuele Cutinelli Rendina, ammiraglio italiano (Napoli, n. 1860 - Roma, † 1925)

## Archeologi(2)
- Emanuele Greco, archeologo italiano (Taranto, n. 1945)
- Emanuele Papi, archeologo italiano (Siena, n. 1959)

## Architetti(3)
- Emanuele Caniggia, architetto italiano (Roma, n. 1891 - Roma, † 1986)
- Emanuele Palazzotto, architetto italiano (Palermo, n. 1886 - Palermo, † 1963)
- Emanuele Andrea Tagliafichi, architetto italiano (Genova, n. 1729 - † 1811)

## Arcieri(1)
- Emanuele Guidi, arciere sammarinese (San Marino, n. 1969)

## Arcivescovi cattolici(2)
- Emanuele Bellorado, arcivescovo cattolico italiano (Napoli, n. 1765 - Napoli, † 1833)
- Emanuele Clarizio, arcivescovo cattolico italiano (Milano, n. 1911 - Roma, † 2001)

## Armatori(2)
- Emanuele Accame, armatore italiano (Pietra Ligure, n. 1806 - Pietra Ligure, † 1890)
- Emanuele Vittorio Parodi, armatore e imprenditore italiano (Genova, n. 1862 - Genova, † 1945)

## Atleti paralimpici(1)
- Emanuele Di Marino, atleta paralimpico italiano (Salerno, n. 1989)

## Attori(7)
- Emanuele Barresi, attore italiano (Livorno, n. 1958)
- Emanuele Bosi, attore italiano (Roma, n. 1985)
- Emanuele Linfatti, attore italiano (Roma, n. 1994)
- Emanuele Salce, attore e regista italiano (Londra, n. 1966)
- Emanuele Secci, attore, regista e pianista italiano (Cagliari, n. 1968)
- Emanuele Vezzoli, attore italiano (Como, n. 1958)
- Emanuele Vicorito, attore italiano (Napoli, n. 1989)

## Attori teatrali(1)
- Emanuele Gamba, attore teatrale e regista teatrale italiano (Livorno, n. 1970)

## Avvocati(3)
- Emanuele Bellia, avvocato, giurista e politico italiano (Paternò, n. 1791 - Palermo, † 1860)
- Emanuele Giardina, avvocato, politico e giornalista italiano (Pachino, n. 1903 - Catania, † 1986)
- Emanuele Ravot, avvocato e politico italiano (Cagliari, n. 1814 - Cagliari, † 1900)

## Banchieri(2)
- Emanuele Fenzi, banchiere, imprenditore e politico italiano (Firenze, n. 1784 - Firenze, † 1875)
- Emanuele Notarbartolo, banchiere e politico italiano (Palermo, n. 1834 - Termini Imerese, † 1893)

## Bibliotecari(1)
- Emanuele Casamassima, bibliotecario e paleografo italiano (Roma, n. 1916 - Firenze, † 1988)

## Biologi(1)
- Emanuele Padoa, biologo italiano (Livorno, n. 1905 - † 1980)

## Calciatori(24)
- Emanuele Berrettoni, ex calciatore italiano (Roma, n. 1981)
- Emanuele Boltri, calciatore italiano (Rosignano Monferrato, n. 1906 - Alassio, † 1979)
- Emanuele Brioschi, ex calciatore italiano (Milano, n. 1975)
- Emanuele Cicerelli, calciatore italiano (San Giovanni Rotondo, n. 1994)
- Emanuele Concetti, ex calciatore italiano (Roma, n. 1978)
- Emanuele Curcio, ex calciatore italiano (Sant'Angelo di Brolo, n. 1953)
- Emanuele D'Anna, calciatore italiano (Baiano, n. 1982)
- Emanuele Dalla Fontana, calciatore italiano (Vicenza, n. 1929 - Vicenza, † 2015)
- Emanuele Del Vecchio, calciatore brasiliano (São Vicente, n. 1934 - Santos, † 1995)
- Emanuele Dellepiane, calciatore italiano
- Emanuele Di Zenzo, ex calciatore svizzero (Bellinzona, n. 1979)
- Emanuele Gattelli, ex calciatore italiano (Roma, n. 1953)
- Emanuele Giaccherini, ex calciatore italiano (Bibbiena, n. 1985)
- Emanuele Massari, calciatore italiano (Rimini, n. 1924)
- Emanuele Morini, calciatore italiano (Roma, n. 1982)
- Emanuele Ndoj, calciatore albanese (Catania, n. 1996)
- Emanuele Padella, ex calciatore e allenatore di calcio italiano (Roma, n. 1988)
- Emanuele Pecorino, calciatore italiano (Catania, n. 2001)
- Giorgio Pruzzo, calciatore italiano (Sampierdarena, n. 1929 - Genova, † 2010)
- Emanuele Sodini, calciatore italiano (Viareggio, n. 1920)
- Emanuele Terranova, calciatore italiano (Mazara del Vallo, n. 1987)
- Emanuele Testardi, calciatore italiano (Roma, n. 1990)
- Emanuele Valeri, calciatore italiano (Roma, n. 1998)
- Emanuele Zuelli, calciatore italiano (Merano, n. 2001)

## Canottieri(3)
- Emanuele Federici, canottiere italiano (Napoli, n. 1978)
- Emanuele Fiume, canottiere italiano (Fasano, n. 1997)
- Emanuele Liuzzi, canottiere italiano (Napoli, n. 1990)

## Cantanti(2)
- Eman, cantante italiano (Catanzaro, n. 1983)
- Emanuele Asti, cantante, compositore e produttore discografico italiano (Udine, n. 1974)

## Cantautori(2)
- Emanuele Aloia, cantautore italiano (Torino, n. 1998)
- Emanuele Dabbono, cantautore italiano (Genova, n. 1977)

## Cavalieri(1)
- Emanuele Gaudiano, cavaliere italiano (Matera, n. 1986)

## Cestisti(2)
- Emanuele Della Felba, ex cestista italiano (Latina, n. 1980)
- Emanuele Rotondo, ex cestista e allenatore di pallacanestro italiano (Sassari, n. 1975)

## Ciclisti su strada(6)
- Emanuele Bergamo, ex ciclista su strada italiano (Ponte di Piave, n. 1949)
- Emanuele Bindi, ex ciclista su strada italiano (Pistoia, n. 1981)
- Emanuele Bombini, ex ciclista su strada e dirigente sportivo italiano (San Ferdinando di Puglia, n. 1959)
- Emanuele Garda, ciclista su strada italiano (Elkorn, n. 1890 - Ivrea, † 1970)
- Emanuele Negrini, ex ciclista su strada italiano (Bologna, n. 1974)
- Emanuele Sella, ex ciclista su strada italiano (Vicenza, n. 1981)

## Compositori(7)
- Emanuele Barbella, compositore e violinista italiano (Napoli, n. 1718 - Napoli, † 1777)
- Emanuele Casale, compositore italiano (Catania, n. 1974)
- Emanuele Krakamp, compositore e flautista italiano (Palermo, n. 1813 - Napoli, † 1883)
- Alfredo Mazzucchi, compositore italiano (n. 1878 - † 1972)
- Emanuele Muzio, compositore e direttore d'orchestra italiano (Zibello, n. 1821 - Parigi, † 1890)
- Emanuele Rastelli, compositore e fisarmonicista sammarinese (Città di San Marino, n. 1968)
- Emanuele d'Astorga, compositore e letterato italiano (Augusta, n. 1680 - Madrid, † 1757)

## Condottieri(2)
- Emanuele Boccali, condottiero greco (Verona, † 1516)
- Manuello da Vallisnera, condottiero longobardo (Vallisnera - Vallisnera)

## Coreografi(1)
- Laccio, coreografo, ballerino e direttore artistico italiano (Terracina, n. 1981)

## Costituzionalisti(1)
- Emanuele Rossi, costituzionalista e giurista italiano (Pontremoli, n. 1958)

## Critici letterari(2)
- Emanuele Trevi, critico letterario e scrittore italiano (Roma, n. 1964)
- Emanuele Zinato, critico letterario italiano (Venezia, n. 1958)

## Designer(1)
- Emanuele Nicosia, designer italiano (Catania, n. 1953 - Militello in Val di Catania, † 2016)

## Diplomatici(3)
- Emanuele Beccaria Incisa, diplomatico e politico italiano (Nizza, n. 1848 - Torino, † 1923)
- Emanuele Grazzi, diplomatico, scrittore e traduttore italiano (Firenze, n. 1891 - Roma, † 1961)
- Emanuele Marliani, diplomatico, politico e patriota spagnolo (Cadice, n. 1795 - Firenze, † 1873)

## Dirigenti sportivi(3)
- Emanuele Belardi, dirigente sportivo e ex calciatore italiano (Eboli, n. 1977)
- Emanuele Calaiò, dirigente sportivo, allenatore di calcio e calciatore italiano (Palermo, n. 1982)
- Emanuele Filippini, dirigente sportivo, allenatore di calcio e ex calciatore italiano (Brescia, n. 1973)

## Disc jockey(1)
- Emanuele Inglese, disc jockey italiano (Roma, n. 1976)

## Divulgatori scientifici(1)
- Emanuele Vinassa de Regny, divulgatore scientifico, giornalista e curatore editoriale italiano (Pavia, n. 1936 - Milano, † 2012)

## Doppiatori(1)
- Emanuele Ruzza, doppiatore italiano (Roma, n. 1986)

## Drammaturghi(2)
- Emanuele Aldrovandi, drammaturgo, sceneggiatore e regista italiano (Reggio Emilia, n. 1985)
- Emanuele Tesauro, drammaturgo, retore e storico italiano (Torino, n. 1592 - Torino, † 1675)

## Economisti(3)
- Emanuele Felice, economista e saggista italiano (Lanciano, n. 1977)
- Emanuele Morselli, economista italiano (Gela, n. 1899 - Roma, † 1975)
- Emanuele Sella, economista italiano (Valle Mosso, n. 1879 - Milano, † 1946)

## Filosofi(6)
- Emanuele Barba, filosofo e medico italiano (Gallipoli, n. 1819 - Gallipoli, † 1887)
- Emanuele Coccia, filosofo italiano (n. 1976)
- Emanuele Riverso, filosofo italiano (Napoli, n. 1928 - Napoli, † 2007)
- Emanuele Rossi, filosofo e politico italiano (Aci Catena, n. 1760 - Aci Catena, † 1835)
- Emanuele Samek Lodovici, filosofo italiano (Messina, n. 1942 - Milano, † 1981)
- Emanuele Severino, filosofo italiano (Brescia, n. 1929 - Brescia, † 2020)

## Fumettisti(2)
- Emanuele Barison, fumettista italiano (Pordenone, n. 1963)
- Emanuele Tenderini, fumettista italiano (Venezia, n. 1977)

## Funzionari(1)
- Emanuele Prisco, funzionario e politico italiano (Perugia, n. 1977)

## Generali(8)
- Emanuele Annoni, generale e aviatore italiano (Milano, n. 1916 - Roma, † 2004)
- Emanuele Balbo Bertone di Sambuy, generale italiano (Chieri, n. 1886 - Kuźnica Żelichowska, † 1945)
- Emanuele Beraudo di Pralormo, generale e cavaliere italiano (Pralormo, n. 1887 - Pralormo, † 1960)
- Emanuele Chiabrera Castelli, generale italiano (Acqui, n. 1814 - Acqui, † 1909)
- Emanuele Pugliese, generale italiano (Vercelli, n. 1874 - Roma, † 1967)
- Emanuele Filiberto di Savoia-Aosta, generale italiano (Genova, n. 1869 - Torino, † 1931)
- Emanuele Maurizio d'Elbeuf, generale francese (Parigi, n. 1677 - † 1763)
- Emanuele di Mensdorff-Pouilly, generale austriaco (Nancy, n. 1777 - Vienna, † 1852)

## Geodeti(1)
- Emanuele Soler, geodeta e politico italiano (Palermo, n. 1867 - Palermo, † 1940)

## Geografi(1)
- Emanuele Repetti, geografo, storico e naturalista italiano (Carrara, n. 1776 - Firenze, † 1852)

## Giocatori di baseball(1)
- Emanuele Chiapasco, giocatore di baseball, dirigente sportivo e dirigente d'azienda italiano (Torino, n. 1930 - Como, † 2021)

## Giornalisti(8)
- Emanuele Coen, giornalista e scrittore italiano (Roma, n. 1968)
- Emanuele Dessì, giornalista e conduttore televisivo italiano (Quartu Sant'Elena, n. 1964)
- Emanuele Dotto, giornalista, conduttore radiofonico e conduttore televisivo italiano (Genova, n. 1952)
- Emanuele Farneti, giornalista italiano (Roma, n. 1974)
- Emanuele Gazzo, giornalista italiano (Genova, n. 1908 - Bruxelles, † 1994)
- Emanuele Giacoia, giornalista, telecronista sportivo e conduttore televisivo italiano (Grassano, n. 1929 - Cosenza, † 2022)
- Emanuele Giordana, giornalista, scrittore e saggista italiano (Milano, n. 1953)
- Emanuele Manco, giornalista e scrittore italiano (Palermo, n. 1968)

## Giuristi(4)
- Emanuele Duni, giurista e filosofo italiano (Matera, n. 1714 - Napoli, † 1781)
- Emanuele Gianturco, giurista e politico italiano (Avigliano, n. 1857 - Napoli, † 1907)
- Emanuele Marongiu Nurra, giurista, arcivescovo cattolico e scrittore italiano (Bessude, n. 1794 - Cagliari, † 1866)
- Emanuele Tuccari, giurista e politico italiano (Catania, n. 1920 - Messina, † 2011)

## Glottologi(1)
- Emanuele Banfi, glottologo, linguista e bizantinista italiano (Lecco, n. 1946)

## Golfisti(1)
- Emanuele Canonica, golfista italiano (Moncalieri, n. 1971)

## Imprenditori(3)
- Emanuele Aliotta, imprenditore italiano (Messina, n. 1939 - Messina, † 2010)
- Emanuele Cacherano di Bricherasio, imprenditore e nobile italiano (Torino, n. 1869 - Agliè, † 1904)
- Emanuele Orsini, imprenditore e dirigente d'azienda italiano (Sassuolo, n. 1973)

## Ingegneri(2)
- Emanuele Foà, ingegnere italiano (Savigliano, n. 1892 - Bologna, † 1949)
- Emanuele Trigona, ingegnere, dirigente d'azienda e politico italiano (Firenze, n. 1878 - Firenze, † 1953)

## Judoka(1)
- Emanuele Bruno, judoka italiano (Roma, n. 1992)

## Latinisti(2)
- Emanuele Narducci, latinista, critico letterario e traduttore italiano (Firenze, n. 1950 - Firenze, † 2007)
- Emanuele Rapisarda, latinista italiano (Paternò, n. 1900 - Catania, † 1989)

## Lunghisti(2)
- Emanuele Catania, lunghista italiano (Roma, n. 1988)
- Emanuele Formichetti, lunghista italiano (Rieti, n. 1983)

## Mafiosi(2)
- Emanuele D'Agostino, mafioso italiano (Palermo, n. 1938)
- Emanuele Di Filippo, mafioso e collaboratore di giustizia italiano (Palermo, n. 1961)

## Magistrati(1)
- Emanuele Basile, magistrato e patriota italiano (Sant'Angelo di Brolo, n. 1837 - Roma, † 1912)

## Matematici(1)
- Emanuele Fergola, matematico e astronomo italiano (Napoli, n. 1830 - Napoli, † 1915)

## Medici(1)
- Emanuele Stablum, medico e religioso italiano (Terzolas, n. 1895 - Roma, † 1950)

## Militari(12)
- Emanuele Basile, militare italiano (Taranto, n. 1949 - Monreale, † 1980)
- Emanuele Cambilargiu, ufficiale e ingegnere italiano (Brescia, n. 1894 - Bologna, † 1973)
- Emanuele De Francesco, militare e prefetto italiano (Barile, n. 1921 - Decollatura, † 2011)
- Emanuele Ferro, militare italiano (La Spezia, n. 1886 - Monfalcone, † 1915)
- Emanuele Guttadauro, militare italiano (Terranova di Sicilia, n. 1889 - Teruel, † 1938)
- Emanuele Lena, militare, partigiano e antifascista italiano (Ragusa, n. 1920 - Prada, † 1944)
- Emanuele Leonardi, militare italiano (Gattico, n. 1902 - Adi Chiltè, † 1936)
- Emanuele Filiberto Manfredi Luserna d'Angrogna, militare italiano (Cuneo, n. 1557 - † 1616)
- Emanuele Messineo, militare italiano (Marianopoli, n. 1949 - Maranello, † 1974)
- Emanuele Pes di Villamarina, militare e politico italiano (Cagliari, n. 1777 - Torino, † 1852)
- Emanuele Ponzio, militare e marinaio italiano (Milano, n. 1877 - Jesi, † 1918)
- Emanuele Filiberto di Savoia, militare (Torino, n. 1588 - Palermo, † 1624)

## Monaci cristiani(1)
- Emanuele Caronti, monaco cristiano italiano (Subiaco, n. 1882 - Noci, † 1966)

## Naturalisti(1)
- Emanuele Biggi, naturalista, fotografo e conduttore televisivo italiano (Genova, n. 1979)

## Navigatori(3)
- Emanuele Brenna, marinaio italiano (Rionero in Vulture, n. 1918 - Port-Saint-Louis-du-Rhône, † 1943)
- Emanuele Pessagno, navigatore italiano (Lavagna)
- Emanuele III Pessagno, navigatore italiano († 1508)

## Nobili(9)
- Emanuele Appiano, nobile (Pisa, n. 1380 - Piombino, † 1457)
- Emanuele Borromeo, nobile, politico e militare italiano (Milano, n. 1821 - Roma, † 1906)
- Emanuele Brignole, nobile e filantropo italiano (Genova, n. 1617 - Genova, † 1678)
- Emanuele Gonzaga, nobile italiano (n. 1858 - Milano, † 1914)
- Emanuele Greppi, nobile, avvocato e politico italiano (Milano, n. 1853 - Milano, † 1931)
- Emanuele Moncada Oneto, nobile, politico e militare italiano (San Pier di Monforte, n. 1740 - Madrid, † 1815)
- Emanuele d'Orléans, nobile (Merano, n. 1872 - Cannes, † 1931)
- Emanuele Ruspoli, nobile, politico e ingegnere italiano (Roma, n. 1837 - Roma, † 1899)
- Emanuele Tommaso di Savoia-Soissons, nobile (Parigi, n. 1687 - Vienna, † 1729)

## Notai(1)
- Emanuele Lodi, notaio e banchiere italiano (Vicenza, n. 1825 - Vicenza, † 1896)

## Nuotatori(2)
- Emanuele Merisi, ex nuotatore italiano (Treviglio, n. 1972)
- Emanuele Nicolini, ex nuotatore sammarinese (Borgo Maggiore, n. 1984)

## Ostacolisti(1)
- Emanuele Abate, ostacolista italiano (Genova, n. 1985)

## Pallanuotisti(1)
- Emanuele Mauti, pallanuotista italiano (Velletri, n. 1987)

## Pallavolisti(2)
- Emanuele Birarelli, ex pallavolista italiano (Senigallia, n. 1981)
- Emanuele Sborgia, pallavolista italiano (Pescara, n. 1981)

## Partigiani(1)
- Emanuele Artom, partigiano e storico italiano (Aosta, n. 1915 - Torino, † 1944)

## Patrioti(2)
- Emanuele Francica Pancali, patriota italiano (Siracusa, n. 1783 - Siracusa, † 1868)
- Emanuele Requesens, patriota e politico italiano (Palermo - Palermo, † 1848)

## Personaggi televisivi(1)
- Emanuele Filiberto di Savoia, personaggio televisivo italiano (Ginevra, n. 1972)

## Pesisti(1)
- Emanuele Fuamatu, ex pesista australiano (Sydney, n. 1989)

## Pianisti(3)
- Emanuele Arciuli, pianista italiano (Galatone, n. 1965)
- Emanuele Delucchi, pianista italiano (La Spezia, n. 1987)
- Emanuele Verona, pianista italiano (Fermo, n. 1940 - Pistoia, † 2008)

## Piloti automobilistici(2)
- Emanuele Naspetti, pilota automobilistico italiano (Ancona, n. 1968)
- Emanuele Pirro, ex pilota automobilistico italiano (Roma, n. 1962)

## Piloti di rally(1)
- Emanuele Calchetti, copilota di rally italiano (Sansepolcro, n. 1981)

## Pittori(10)
- Emanuele Brugnoli, pittore italiano (Bologna, n. 1859 - Venezia, † 1944)
- Emanuele Cavalli, pittore e fotografo italiano (Lucera, n. 1904 - Firenze, † 1981)
- Emanuele Di Giovanni, pittore italiano (Catania, n. 1887 - Catania, † 1979)
- Emanuele da Como, pittore italiano (Como, n. 1625 - Roma, † 1701)
- Emanuele Grasso, pittore italiano (Acireale, n. 1789 - † 1853)
- Emanuele Laustino, pittore italiano (Pittsburgh, n. 1916 - Asti, † 1988)
- Emanuele Macario, pittore italiano (Pigna)
- Emanuele Mollica, pittore italiano (Napoli, n. 1820 - † 1877)
- Emanuele Pasabi, pittore italiano
- Emanuele Trionfi, pittore e ceramista italiano (Livorno - Firenze, † 1900)

## Poeti(2)
- Emanuele Bettini, poeta, scrittore e pittore italiano (Prato, n. 1917 - Prato, † 2002)
- Emanuele Occelli, poeta e pianista italiano (Dronero, n. 1926 - Torino, † 2017)

## Politici(33)
- Emanuele Basile, politico italiano (Casalpusterlengo, n. 1955)
- Emanuele Cani, politico italiano (Carbonia, n. 1968)
- Emanuele Cardinale, politico italiano (Matera, n. 1940 - Matera, † 2017)
- Emanuele Cestari, politico italiano (Bondeno, n. 1975)
- Emanuele Cocchella, politico e antifascista italiano (Livorno, n. 1922 - Livorno, † 2013)
- Emanuele Cozzolino, politico italiano (Fiesole, n. 1981)
- Emanuele Crestini, politico italiano (Roma, n. 1972 - Roma, † 2019)
- Emanuele D'Adda, politico italiano (Milano, n. 1847 - Arcore, † 1911)
- Emanuele Dessì, politico italiano (Roma, n. 1964)
- Nello Dipasquale, politico italiano (Ragusa, n. 1969)
- Emanuele Ferraris, politico italiano (Garessio, n. 1883 - † 1974)
- Emanuele Fiano, politico italiano (Milano, n. 1963)
- Emanuele Finocchiaro Aprile, politico e ingegnere italiano (Palermo, n. 1880 - † 1962)
- Emanuele Gandolfi, politico e avvocato italiano († 1903)
- Emanuele Giudice, politico, scrittore e poeta italiano (Vittoria, n. 1932 - Vittoria, † 2014)
- Emanuele Guerrieri, politico italiano (Modica, n. 1900 - † 1968)
- Emanuele Lisi, politico italiano (Alatri, n. 1915 - † 1996)
- Emanuele Lodolini, politico italiano (Ancona, n. 1977)
- Emanuele Samek Lodovici, politico e patologo italiano (Carrara, n. 1900 - Abbiategrasso, † 1990)
- Emanuele Lolli, politico italiano (Avezzano, n. 1819 - Avezzano, † 1905)
- Emanuele Loperfido, politico italiano (Pordenone, n. 1975)
- Emanuele Luserna di Rorà, politico italiano (Torino, n. 1815 - Torino, † 1873)
- Emanuele Macaluso, politico, sindacalista e giornalista italiano (Caltanissetta, n. 1924 - Roma, † 2021)
- Emanuele Ne Vunda, politico e diplomatico angolano (Regno del Congo - Roma, † 1608)
- Emanuele Pancaldo, politico italiano (Santa Lucia del Mela, n. 1800 - Messina, † 1893)
- Emanuele Paternò, politico e chimico italiano (Palermo, n. 1847 - Palermo, † 1935)
- Emanuele Pellegrini, politico italiano (Milano, n. 1975)
- Emanuele Pozzolo, politico italiano (Vercelli, n. 1985)
- Emanuele Prataviera, politico italiano (Motta di Livenza, n. 1985)
- Emanuele Sanna, politico italiano (Samugheo, n. 1943 - Cagliari, † 2012)
- Emanuele Scagliusi, politico italiano (Polignano a Mare, n. 1984)
- Emanuele Terrana, politico italiano (Ardore, n. 1923 - Roma, † 1979)
- Emanuele Viggiani, politico italiano (Potenza, n. 1808 - Potenza, † 1869)

## Poliziotti(4)
- Emanuele Petri, poliziotto italiano (Castiglione del Lago, n. 1955 - Castiglion Fiorentino, † 2003)
- Emanuele Piazza, poliziotto e agente segreto italiano (Palermo, n. 1960 - Capaci, † 1990)
- Emanuele Reali, carabiniere italiano (n. 1984 - Caserta, † 2018)
- Emanuele Tuttobene, carabiniere italiano (Valguarnera Caropepe, n. 1923 - Genova, † 1980)

## Presbiteri(1)
- Emanuele Toso, presbitero e partigiano italiano (Sestri Levante, n. 1890 - Levanto, † 1944)

## Principi(4)
- Emanuele del Belgio, principe belga (Anderlecht, n. 2005)
- Emanuele del Liechtenstein, principe (Vienna, n. 1700 - Vienna, † 1771)
- Emanuele del Portogallo, principe portoghese (Tangeri, n. 1568 - Bruxelles, † 1638)
- Emanuele Filiberto di Savoia-Carignano, principe (Moûtiers, n. 1628 - Torino, † 1709)

## Pubblicitari(1)
- Emanuele Pirella, pubblicitario, giornalista e scrittore italiano (Reggio Emilia, n. 1940 - Milano, † 2010)

## Pugili(2)
- Emanuele Blandamura, pugile italiano (Udine, n. 1979)
- Emanuele Della Rosa, pugile italiano (Roma, n. 1980)

## Rapper(4)
- Signor K, rapper italiano (Bergamo, n. 1981)
- Random, rapper e cantante italiano (Massa di Somma, n. 2001)
- Noyz Narcos, rapper e produttore discografico italiano (Roma, n. 1979)
- Geolier, rapper italiano (Napoli, n. 2000)

## Registi(6)
- Emanuele Caracciolo, regista italiano (Tripoli, n. 1912 - Roma, † 1944)
- Emanuele Crialese, regista e sceneggiatore italiano (Roma, n. 1965)
- Emanuele Imbucci, regista e sceneggiatore italiano
- Emanuele Palamara, regista, sceneggiatore e produttore cinematografico italiano (Napoli, n. 1986)
- Emanuele Pellecchia, regista, sceneggiatore e produttore cinematografico italiano (Napoli, n. 1989)
- Emanuele Pisano, regista e sceneggiatore italiano (Scordia, n. 1988)

## Religiosi(3)
- Emanuele Buil Lalueza, religioso spagnolo (Abizanda, n. 1913 - Barbastro, † 1936)
- Emanuele Martínez Jarauta, religioso spagnolo (Murchante, n. 1912 - Barbastro, † 1936)
- Emanuele Torras Sais, religioso spagnolo (Sant Martí Vell, n. 1915 - Barbastro, † 1936)

## Rugbisti a 15(1)
- Emanuele Bellandi, rugbista a 15 italiano (Montichiari, n. 1991)

## Saggisti(1)
- Emanuele Ottolenghi, saggista italiano (Bologna, n. 1969)

## Santi(1)
- Emanuele di Anatolia, santo (Anatolia - Anatolia)

## Sassofonisti(1)
- Emanuele Cisi, sassofonista italiano (Torino, n. 1964)

## Scenografi(2)
- Emanuele Luzzati, scenografo, animatore e illustratore italiano (Genova, n. 1921 - Genova, † 2007)
- Emanuele Taglietti, scenografo, illustratore e pittore italiano (Ferrara, n. 1943)

## Schermidori(1)
- Emanuele Lambertini, schermidore italiano (Cento, n. 1999)

## Sciatori alpini(1)
- Emanuele Buzzi, sciatore alpino italiano (San Candido, n. 1994)

## Scrittori(3)
- Emanuele Martorelli, scrittore e musicista italiano (Roma, n. 1976)
- Emanuele Tonon, scrittore italiano (Napoli, n. 1970)
- Emanuele Zuccato, scrittore italiano (Vicenza, n. 1899 - Vicenza, † 1967)

## Scultori(1)
- Emanuele Caggiano, scultore italiano (Benevento, n. 1837 - Napoli, † 1905)

## Sovrani(1)
- Emanuele Filiberto di Savoia, sovrano e generale italiano (Chambéry, n. 1528 - Torino, † 1580)

## Storici(4)
- Emanuele Celesia, storico e scrittore italiano (Finalborgo, n. 1821 - Genova, † 1889)
- Emanuele Ciaceri, storico italiano (Modica, n. 1869 - Modica, † 1944)
- Emanuele Gerini, storico italiano (Fivizzano, n. 1777 - Fivizzano, † 1836)
- Emanuele Pacifici, storico e superstite dell'Olocausto italiano (Roma, n. 1931 - Roma, † 2014)

## Tennisti(1)
- Emanuele Sertorio, tennista e pilota di rally italiano (Torino - Torino, † 1991)

## Tipografi(1)
- Emanuele Taddei, tipografo e giornalista italiano (Barletta, n. 1771 - Napoli, † 1839)

## Ultramaratoneti(1)
- Emanuele Zenucchi, ultramaratoneta e maratoneta italiano (Bergamo, n. 1969)

## Velisti(1)
- Emanuele Vaccari, velista italiano (Roma, n. 1966)

## Velocisti(1)
- Emanuele Di Gregorio, velocista italiano (Castellammare del Golfo, n. 1980)

## Vescovi cattolici(8)
- Emanuele Catarinicchia, vescovo cattolico italiano (Partinico, n. 1926 - Mazara del Vallo, † 2024)
- Emanuele Custo, vescovo cattolico italiano (Palermo, n. 1765 - Palermo, † 1829)
- Emanuele Mignone, vescovo cattolico italiano (Cavatore, n. 1864 - Arezzo, † 1961)
- Emanuele Maria Pignone del Carretto, vescovo cattolico e teologo italiano (Oriolo, n. 1721 - Sessa Aurunca, † 1796)
- Emanuele Quero Turillo, vescovo cattolico spagnolo (Jaén, n. 1554 - † 1605)
- Emanuele Romano, vescovo cattolico italiano (Gela, n. 1912 - Palermo, † 1998)
- Emanuele Maria Thun, vescovo cattolico austriaco (Trento, n. 1763 - Trento, † 1818)
- Emanuele Virgilio, vescovo cattolico italiano (Venosa, n. 1868 - Tortolì, † 1923)

## Senza attività specificata(5)
- Emanuele Cecere, tecnico del suono italiano (Napoli, n. 1971)
- Emanuele Alberto Guerrieri di Mirafiori, conte (Moncalieri, n. 1851 - Sommariva Perno, † 1894)
- Emanuele Rhusotas, calligrafo greco
- Emanuele Romoli, italiano (Desio, n. 1957)
- Emanuele Upini, vignettista e scrittore italiano (Foiano della Chiana, n. 1977)